# Comunità montana Alta Irpinia
La Comunità montana Alta Irpinia è una comunità montana campana, in provincia di Avellino. La sua sede è a Calitri; fanno parte dell'ente 16 comuni per un totale di circa 39.000 abitanti.

## Geografia fisica

### Territorio
L'ente si estende approssimantivamente nella parte sud-orientale della provincia, sull'altopiano del Formicoso, tra i corsi del fiume Ofanto e dei torrenti Ansanto, Osento e Calaggio. Una ristretta parte del suo territorio rientra nel parco regionale monti Picentini. La vetta più elevata nel proprio territorio di competenza è il Monte Calvello (1.580 m s.l.m.), nell'Appennino campano. Presenti inoltre l'altopiano del Formicoso e le Mefite di Rocca San Felice.
Nel territorio vivono 39.471 abitanti, divisi in 16 comuni. I comuni con maggior numero d'abitanti sono: Lioni seguito da Calitri. Il comune più alto sul livello del mare della comunità montana Alta Irpinia è Guardia dei Lombardi (998 m s.l.m.), mentre il più basso è: Calitri (530 m s.l.m.).

## Luoghi di interesse
La comunità montana Alta Irpinia ha vari punti di interesse storico e paesaggistico. I siti di maggior rilievo sono:
- Siti storici/archeologici
  - Castello Biondi Morra a Morra De Sanctis
  - Abbazia del Goleto
  - Cattedrale di Bisaccia
  - Castello di Bisaccia
  - Cattedrale e museo diocesano "San Gerardo Maiella" di Lacedonia
  - Castello di Torella dei Lombardi
  - Torre Normanna a Torella dei Lombardi
  - Centro storico Rocca San Felice
  - Borgo Castello di Calitri
  - Centro storico Cairano
  - Cattedrale e centro storico Sant'Angelo dei Lombardi
  - Castello di Monteverde
  - Parco archeologico di Compsa a Conza della Campania
- Siti paesaggistici/naturalistici
  - Area Gavitoni a Lioni
  - Foresta Mezzana e Lago San Pietro a Monteverde
  - La Mefite a Rocca San Felice
  - Sorgenti del fiume Ofanto a Torella dei Lombardi
  - Formicoso ad Andretta
  - Oasi WWF di Conza della Campania

L'ente per facilitare il turista a visitare siti in base al proprio interesse, ha creato un progetto denominato "VIE" diviso in "via della fede" "via della natura" "via dei castelli".

## Eventi
La comunità montana Alta Irpinia offre il proprio patrocinio per l'annuale fiera interregionale di Calitri, che si svolge generalmente all'inizio di settembre.